# Robert D. Webb
Robert D. Webb (Kentucky, 8 januari 1903 - Orange County, 18 april 1990) was een Amerikaans filmregisseur.
Webb begon zijn carrière in 1931 als regie-assistent bij de film Corsair. Als regie-assistent was hij tot en met 1966 bij een dertigtal films betrokken. In 1937 won hij voor de film In Old Chicago de Oscar voor beste regieassistent. Webb is de laatste winnaar van deze prijs, want het was de laatste maal dat deze Oscar werd uitgereikt.
Andere bekende films waarbij hij als regie-assistent betrokken was zijn onder andere Jesse James (1939), Blood and Sand (1941), Captain from Castile (1947), The Frogmen (1951) en A Gathering of Eagles (1963). Hij werkte samen met regisseurs zoals Henry King, Rouben Mamoulian, Fritz Lang en Carol Reed.
Na de Tweede Wereldoorlog regisseerde Webb zelf ook een aantal films. Hij startte zijn regisseurscarrière in 1945 met The Carribean Mystery. Daarna regisseerde hij nog een vijftiental andere films, waaronder White Feather (1955), Love Me Tender (1956), Pirates of Tortuga (1961) en The Cape Town Affaire (1967). Webb regisseerde ook enkele afleveringen van televisieseries zoals Rawhide en Daniel Boone.

## Filmografie
- The Carribean Mystery (1945)
- The Spider (1945)
- The Glory Brigade (1953)
- Beneath the 12-Mile Reef (1953)
- Seven Cities of Gold (1955)
- White Feather (1955)
- The Proud Ones (1956)
- On the Threshold of Space (1956)
- Love Me Tender (1956)
- The Way to the Gold (1957)
- Guns of the Timberland (1960)
- Pirates of Tortuga (1961)
- Seven Women from Hell (1961)
- The Cape Town Affair (1967)
- The Jackals (1967)